# Central Securities Depository
Central Securities Depository (CSD) är ett bolag som finns i anknytning till en börs.
Primärt har CSD:n till uppgift att sköta avveckling av affärer gjorda på en börs. Med avveckling avses att värdepapper och pengar byter ägare utifrån uppgjord affär. Detta görs i samverkan med centralbanken.
Dessutom för ofta CSD:n aktieägarregister åt anslutna bolag s.k. emittenter.
På emittentens uppdrag utförs också emissionshändelser som utdelningar, nyemissioner etc.
Att föra aktieägarregistret innebär också att man sköter kontohållning för aktieägarna och då skickar ut information till dessa i samband med emissioner, ägarförändringar m.m. 
Central Securities Depository betyder central värdepappersförvarare på svenska. I Sverige heter CSD:n Euroclear Sweden, tidigare VPC.